# Perforador

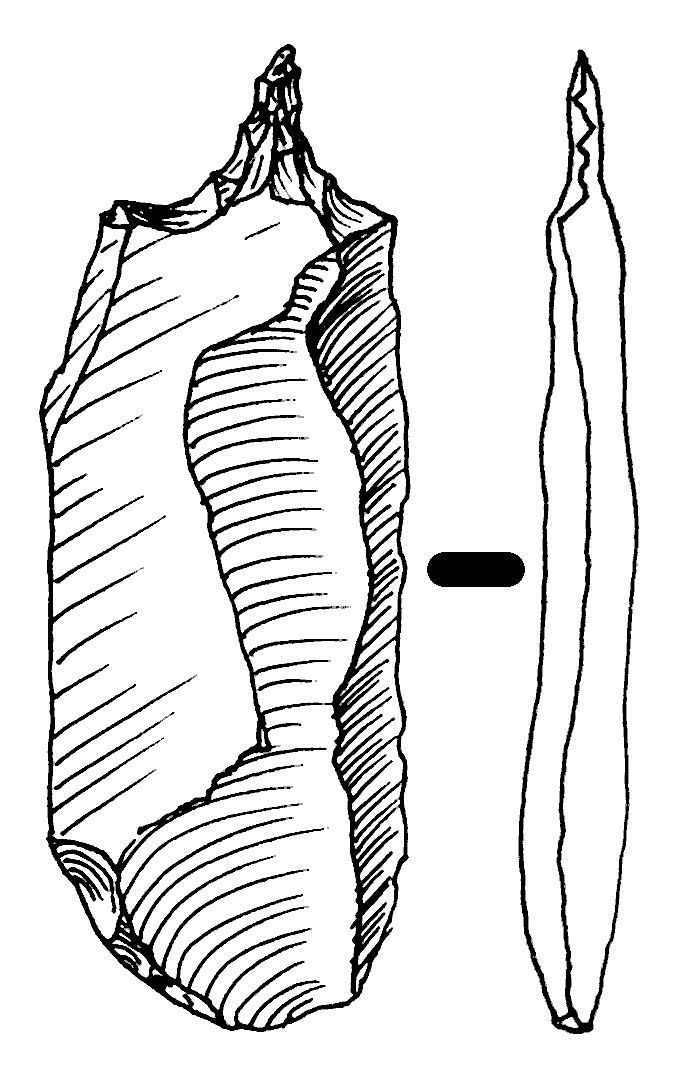
Perforador sobre hoja.

El perforador es un útil prehistórico sobre lasca o sobre hoja en uno de cuyos extremos se ha despejado un ápice aguzado por medio de retoques cóncavos, como dos muescas adyacentes. De esta forma se define una aguja larga de fina talla, generalmente bifacial y un cuerpo que puede, o no, ser bifacial. Los perforadores se utilizaban para horadar materias como la madera o el hueso, mientras que para agujerear piel o cuero es preferible usar punzones de hueso. Este elemento es utilizado sobre todo en el paleolítico.
- Datos: Q6072390
- Multimedia: Stone perforators / Q6072390